# Cypseloides fumigatus
Cypseloides fumigatus là một loài chim trong họ Apodidae.